# La Pedra (Biscarri)
La Pedra, o la Casa de la Pedra, és una masia del terme municipal d'Isona i Conca Dellà situada en el poble de Biscarri, de l'antic terme de Benavent de Tremp.
Està situada al sud-oest del nucli dispers de Biscarri, al sud-oest de Cal Tronxet i a ponent de Cal Turumba. El poble de Covet és també a prop, a ponent. És a la dreta del riu de la Pedra